# レイパユースト

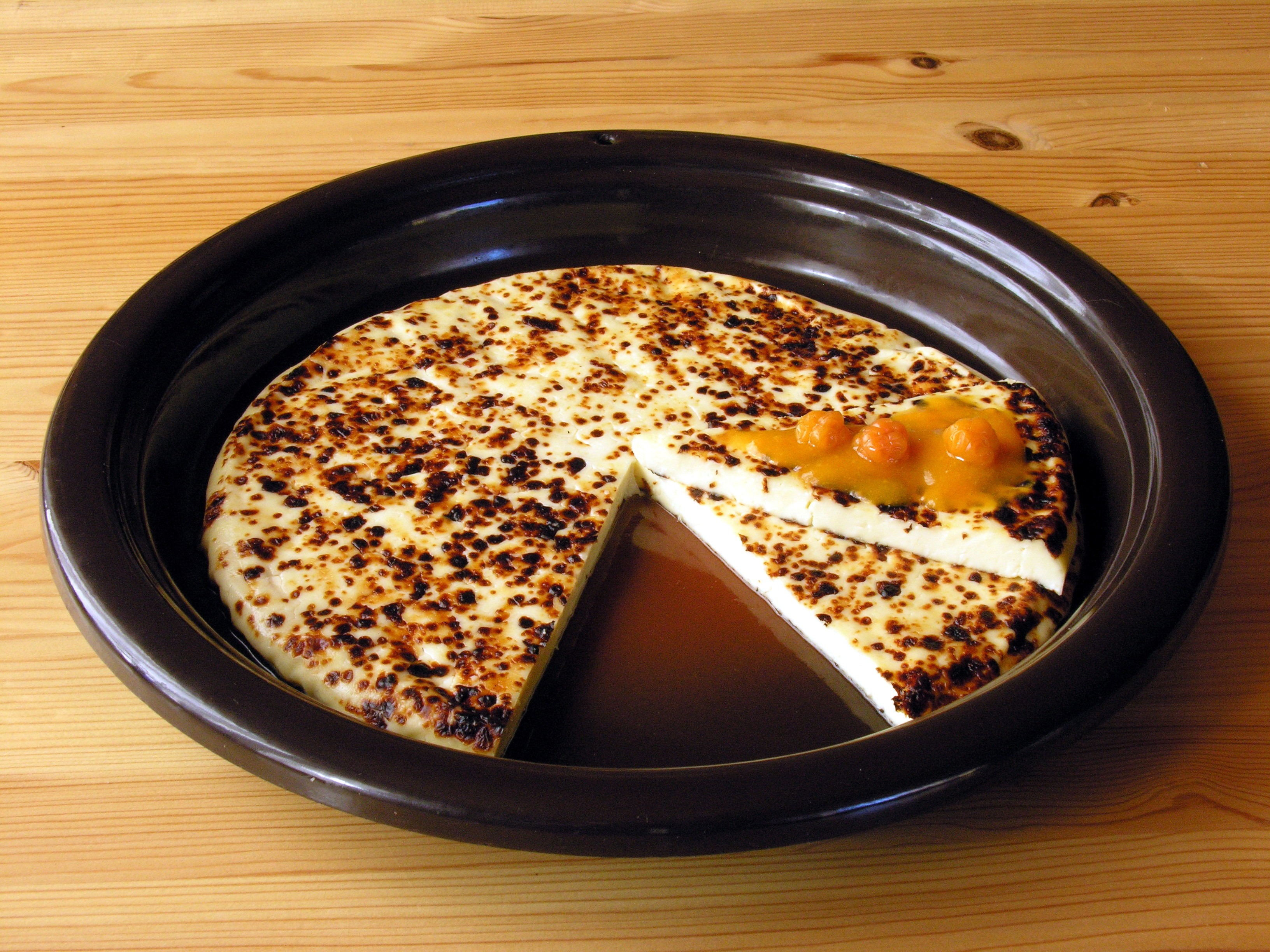
クラウドベリーのジャムのかかったレイパユースト

レイパユースト (フィンランド語: leipäjuusto)、あるいはユーストレイパ (フィンランド語: juustoleipä) は主にポフヤンマーや、カイヌー県、およびラップランドで食されているフィンランド料理の伝統的なチーズ料理である。フィンランド語では“leipä”は“パン”、“juusto”は“チーズ”を意味する。ラップランドやスウェーデンのトルネ谷では、“コーヒー・チーズ”を意味するカハヴィユースト (フィンランド語: kahvijuusto) と呼ばれている。レイパユーストは牛乳にレンネットを加えて煮詰め、凝固した塊を布で濾してホエーを取り除いた後、塩を加え皿に広げて焼き上げる料理で、平たい円盤状をしている。
噛むと「キュッ、キュッ」と音のするような弾力のある食感が特徴。

## 解説
食料品が流通する以前の時代では、レイパユーストは夏から秋の間に製造された。当時チーズはごちそうであり、干し草作りの給料としても用いられていた。伝統的に、乾燥させたレイパユーストは数年間保存することができ、食べる際には火に焙って柔らかくした。今日でも換気の良い場所に数日間置くことで乾燥させることができる。

## 食べ方
伝統的には等分にカットされ、コーヒーなどともに供される。砂糖をまぶして食するが、クラウドベリー(ホロムイイチゴ)などのジャムを塗ったり、サワークリームなどと共に食べる。